# ティローロ
ティローロ（イタリア語: Tirolo; ドイツ語: Tirol ティロール）は、イタリア共和国トレンティーノ＝アルト・アディジェ州ボルツァーノ自治県にある、人口約2,400人の基礎自治体（コムーネ）。
メラーノ郊外に位置する村で、中世にこの地方一帯を支配したティローロ伯の居城、ティローロ城（ティロール城）が所在する。地方名としての「ティロール（チロル）」の発祥となった土地である。

## 名称
ティローロ（Tirolo）とは、ティロール（独: Tirol）のイタリア語名であり、現在のイタリアとオーストリアにまたがるティロール地方全体を指すイタリア語での名称でもある。当地の領主であったティロール伯がその勢力をアルプス一帯に拡大したことから、その領土が「ティロール」の名で呼ばれるようになった。地方名と区別するために、ティローロの町をとくに「ドルフ・ティロール」（独: Dorf Tirol、「ティロール村」）とも呼ぶ。

## 地理

### 位置・広がり
ボルツァーノ自治県西部に位置するコムーネで、ティローロの集落はメラーノの北約2km、テッサ山地の斜面に所在する。また、ティローロは県都ボルツァーノから北西へ約26km、インスブルックから南南西へ約67km、州都トレントから北へ69kmの距離にある。
メラーノを中心とする地域は「ブルグラヴィアート/ブルクグラーフェナムト」（伊: Burgraviato/独: Burggrafenamt）と呼ばれるが、これは「城伯」（独: Burggraf）の「役所」（独: amt）に由来する地名である。

#### 隣接コムーネ
隣接するコムーネは以下の通り。
- カイネス
- ラグンド
- メラーノ
- モーゾ・イン・パッシーリア
- パルチーネス
- リフィアーノ
- シェーナ

### 地勢
グルッポ・ディ・テッサ（テクセルグルッペ）国立自然公園 (parco naturale Gruppo di Tessa) の中心地にあたる。ティローロの町は Monte San Benedetto (Segenbühel) の山腹、標高およそ600mの地点に位置する。
コムーネの面積のうち、3万3000ヘクタールが自然公園内にあり、400ヘクタールは果樹園、60ヘクタールはブドウ畑として利用されている。

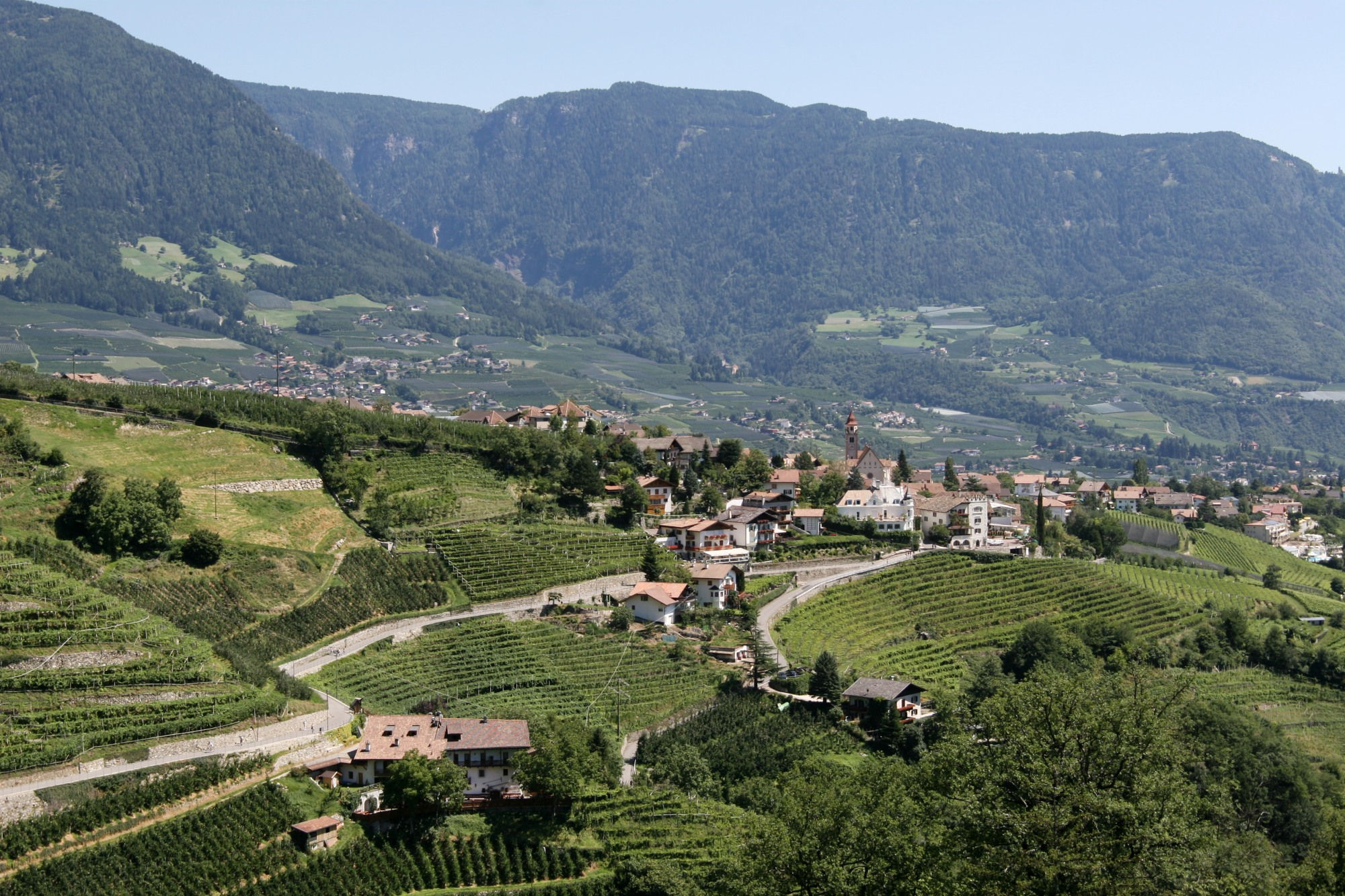
ティローロの町

## 歴史

### 起源
ティローロの町の名は、1158年に vicus Tyrâl と記録され、1191年に Tyrol と記されている。この地名は、インド・ヨーロッパ祖語で「土地」を意味する *tir （ラテン語: terra に相当する）との関係が推測されている。
現在の Tirol という形で記された最初の文献は、1335年のものである。

### ティロール伯の台頭

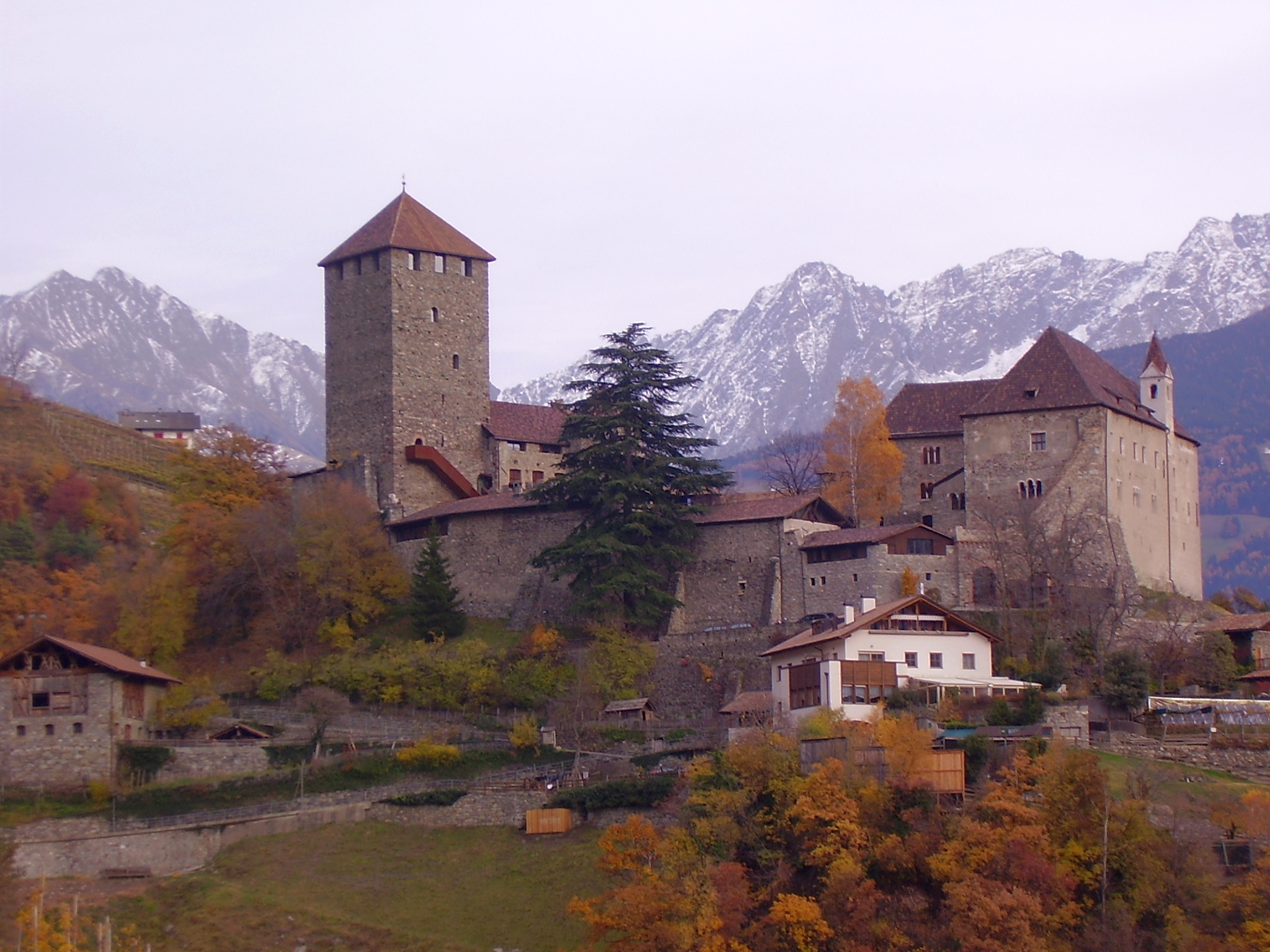
ティローロ城

1027年、神聖ローマ皇帝コンラート2世は、トレント司教ウダルリコ2世（Udalrico II）に、ボルツァーノを含むヴァッレ・デッラディジェ（アディジェ谷） (Valle dell'Adige) の統治権を与えた。以後この地方（おおむね現在のトレント県、ボルツァーノ県、ベッルーノ県の一部からインスブルックまでの一帯）は皇帝の保証のもと教会領、すなわちトレント大司教領 (it:Principato vescovile di Trento) 、ボルツァーノ＝ブレッサノーネ司教領 (it:Diocesi di Bolzano-Bressanone) として統治されることとなった。神聖ローマ皇帝は、伝統的にローマでローマ教皇から戴冠されるものと考えられており、アルプスの安全な通行が求められたのである。実際、両司教はさまざまな圧力にもかかわらず、帝国に対して忠実であった。その後数世紀をかけて両司教の世俗の権力が低下し、代わって新たな勢力がこの地方に台頭することになった。
1140年頃、ヴィンシュガウ（ヴァル・ヴェノスタ (it:Val Venosta) ）の侯爵がはじめてティロール伯（Grafen von Tirol）の称号を名乗ったと考えられている。その末裔は、ティロール城に拠点を置き、ティロールを家名とした。
13世紀、ティロール伯の一族は、トレント司教から（おそらくはブレッサノーネ司教からも）代官に任命され、領地支配をゆだねられていたが、やがては司教たちの領主権を侵奪するようになった。ティロール伯 (it:Conti del Tirolo) の地位は、13世紀半ばにティロール家のアルベルト3世から娘婿のゲルツ伯マインハルト1世 (it:Mainardo I di Tirolo-Gorizia) に移り、マインハルト1世はティロール＝ゲルツ伯となった（この家系はゲルツ伯家、マインハルト家と呼ばれる）。
マインハルト1世の子のマインハルト2世は、ケルンテンにまで領土を押し広げた。歴史的な「ティロール地方」（現在のトレント県、ボルツァーノ県とオーストリア領のチロル州にまたがる地域）という名称は、この時代に成立した。それまでこの地方は Land im Gebirge あるい Land der Gebirge（「山岳の地」）と総称されていたこの地方は、1248年の文献で dominium comitis Tyrolis、すなわち「ティロール伯の領域」の名で呼ばれることになったのである。ダンテの『神曲』（14世紀初頭成立）にも、ティロール地方は "Tiralli" として言及されており（"Suso in Italia bella giace un laco, a piè de l'Alpe che serra Lamagna sovra Tiralli, c'ha nome Benaco"（地獄篇 XX, 61-63））、ドイツとイタリアの間にある広大な領域としてみなされている。

### ハプスブルク家の支配以後
14世紀、ティロール城の黄金時代は終焉を迎える。1335年、ゲルツ伯家のハインリヒ6世が没し、唯一の女子マルガレーテが伯位を継承したが（ティロール女伯）、領土の相続をめぐってルクセンブルク家、ヴィッテルスバッハ家、ハプスブルク家が介入し、混迷に陥った。1363年、ハプスブルク家のオーストリア公ルドルフ4世は、マルガレーテを退位させて強引にティロール伯領を継承、以後ティロール地方はハプスブルク家の統治下におかれる。「ティロール伯領」の首都は、1418年にメラーノに移転し、ついでインスブルックに移る（ただし公式には1848年までメラーノが首都であった）。
ティロール城は衰微し、採石場として用いられることもあった。19世紀初頭、バイエルン王国が短期間ティロールを併合した際に、城は安い値段で売り払われた。19世紀に、メラーノの町がティロール城を買い取り、のちに皇帝フランツ2世に献上された。
第一次世界大戦後、この地はイタリア王国領となり、ティロール城はイタリアの国有財産となった。1974年にティロール城の所有権は地元ボルツァーノ自治県に譲渡された。1990年に県立考古学博物館委員会に移譲され、ボルツァーノ県立歴史文化博物館が開館した。

## 行政

### Comunità comprensoriale
ボルツァーノ自治県が設置した広域自治体 Comunità comprensoriale 「ブルグラヴィアート/ブルクグラーフェナムト」（伊: Burgraviato/独: Burggrafenamt、事務所所在地: メラーノ）に属するコムーネの一つである。
- ブルクグラーフェンアムト
- ブルクグラーフェンアムトのコムーネ（中心地メラーノは9）。ティローロは21。

## 住民

### 言語
| 言語集団調査（2011年） | 言語集団調査（2011年） | 言語集団調査（2011年） | 言語集団調査（2011年） | 言語集団調査（2011年） |
| ---------------------- | ---------------------- | ---------------------- | ---------------------- | ---------------------- |
|                        |                        |                        |                        |                        |
| ドイツ語               | ドイツ語               |                        | 96.89%                 | 96.89%                 |
| イタリア語             | イタリア語             |                        | 2.89%                  | 2.89%                  |
| ラディン語             | ラディン語             |                        | 0.22%                  | 0.22%                  |

居住者の約97％がドイツ語話者、約3％がイタリア語話者であり、ラディン語話者もわずかに存在する。ドイツ語話者は義務教育課程において第2言語として英語などと同じくイタリア語を選択して学習することができるため（母語はドイツ語であってもイタリア国籍であるが、イタリア語教育はこの地方において義務ではない）、イタリア語を理解する事ができる。メラン（メラーノ）と同様、ほとんどすべての住民、特にホテルやレストラン、商店などの従業員はドイツ語もイタリア語も自由にあやつる。交通標識などは2か国語である。

## 社会

### 経済
経済は特にドイツとイタリア、一部オーストリアの旅行客（四季を通じて）を主になりたっている。周辺はボルツァーノ県のほかの地域と同じように、リンゴ栽培の果樹園に囲まれ、大切な農業収入となっている。

## 文化・観光・施設
チロル城
キュッヒェルベルクの山上にあるチロル城（伊: Castel Tirolo; 独: Schloss Tirol）は、ボルツァーノ県立歴史文化博物館（Museo storico-culturale della provincia di Bolzano）として用いられている。ロマネスク様式の礼拝堂には、フレスコ画と、彫刻を施した門がある。